# Ben Nugent
Ben William Nugent (né le 29 novembre 1993 à Welwyn Garden City au Royaume-Uni) est un footballeur anglais. Il joue depuis 2017 au poste de défenseur pour le club de Stevenage.

## Biographie
Ben Nugent débute vers l'âge de 15 ans au centre de formation de Cardiff City et est alors considéré comme un joueur prometteur. Mais aux alentours de 17 ans, il grandit subitement, prenant 15 cm en seulement 18 mois ce qui provoque chez lui une succession de blessures. Pour cette raison, le club s'en sépare mais l'entraîneur des juniors, Neil Ardley, continue de croire en lui au point de l'inviter régulièrement à des séances d'entraînement. Dans le même temps, Nugent joue pour le club amateur du Street FC, dans le Somerset. Sur la demande d'Ardley, il finit par réintégrer le centre de formation de Cardiff City.
Sa carrière dans l'équipe première début durant la saison 2012-2013. Lors d'un important match de championnat contre Middlesbrough le 17 novembre 2012, il entre en jeu à la 14e minute à la place d'un Ben Turner blessé et réalise, en compagnie d'un autre jeune joueur du club, Joe Ralls, une partie remarquée par la presse et par l'entraîneur du club Malky Mackay.
Il inscrit son premier but avec Cardiff City lors d'un déplacement remporté 1-2 à Barnsley le 24 novembre 2012, match à l'issue duquel Mackay réitère ses louanges indiquant : « Depuis le premier jour de la présaison, il s'est amélioré et il écoute les bonnes personnes et le staff. […] S'il garde la volonté de s'améliorer et d'apprendre ainsi, il va être potentiellement très bon pour ce club. »
Le 3 août 2015 il rejoint Crewe Alexandra
Le 15 août 2017, il rejoint Gillingham qui évoulait en League One (D3 anglaise). À l'issue de la saison, ayant joué 27 matchs, il est libéré par un club.
Le 18 juillet 2018, il rejoint Stevenage.

## Palmarès

### En club
- Cardiff City
  - Champion d'Angleterre de D2 en 2013.